# Ligne Rupnik

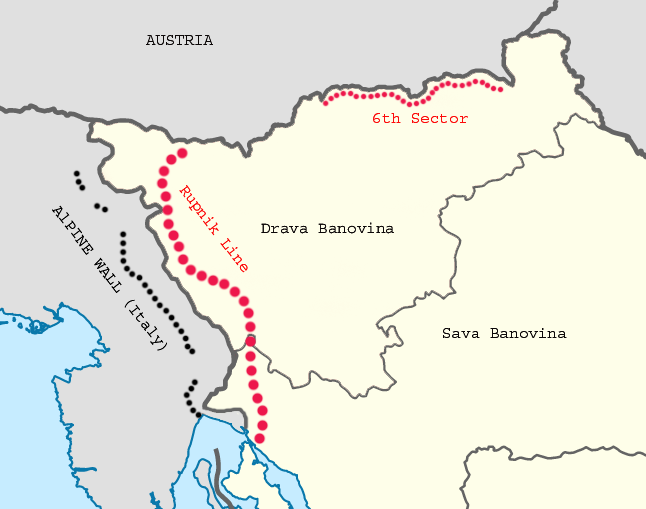
Ligne Rupnik.

La ligne Rupnik (en slovène : Rupnikova linija) est une ligne de fortifications construite dans le nord-ouest de la Yougoslavie (actuelle Slovénie) afin de contrer la construction du mur alpin italien et une éventuelle invasion allemande. Elle ne sera pas utilisée à son potentiel maximal et n'empêchera pas l'invasion de la Yougoslavie en 1941.
Elle porte le nom du militaire Leon Rupnik.